# Autoroute A16 (Portugal)
Pour les articles homonymes, voir A16.
L'autoroute portugaise A16 est une autoroute reliant Lisbonne () (CRIL) à Alcabideche ().
Elle partage un tronçon commun avec l'  (CREL) et sert d'alternative aux autoroutes  et  saturées en heures de pointe.
Elle fut inaugurée en totalité le 30 septembre 2009.
Sa longueur est de 31 kilomètres.
Voir le tracé de l'A16 sur GoogleMaps

## Péage
Cette autoroute est payante (concessionnaire : Aenor). Un trajet Lisbonne-Alcabideche pour un véhicule léger coute 1,90 €.
À noter que les tronçons Lourel-Ranholas et Linhó-Alcabideche sont libres de péage.

## Historique des tronçons
| Tronçon                              | État (2011)                                                | km   |
| ------------------------------------ | ---------------------------------------------------------- | ---- |
| Lisbonne (Benfica) - (CRIL)          | Travaux actuellement suspendus (Concession: Grande Lisboa) | 1    |
| Lisbonne () (CRIL) - Belas () (CREL) | En service (1998) (Concession: Grande Lisboa)              | 4,2  |
| Belas () (CREL) - Lourel             | En service (09/2009) (Concession: Grande Lisboa)           | 11,1 |
| Lourel - Ranholas                    | En service (1995) (Concession: Grande Lisboa)              | 3,6  |
| Ranholas - Alcabideche ()            | En service (09/2009) (Concession: Grande Lisboa)           | 8,4  |

## Trafic
| Section          | Trafic (en véhicules par jour) en 2010 |
| ---------------- | -------------------------------------- |
| Linhó - Ranholas | 14780                                  |
| Sacotes - Telhal | 11367                                  |
| Idanha - (CREL)  | 14229                                  |

## Capacité
| Section              | Capacité | Longueur |
| -------------------- | -------- | -------- |
| (CRIL) - Mira Sintra |          | 12 km    |
| Mira Sintra - Sintra |          | 8 km     |
| Sintra -             |          | 11 km    |

## Itinéraire

Carte de l'A16

| Sorties                                | Villes                                  |
| -------------------------------------- | --------------------------------------- |
| 01                                     | Cascais Lisbonne                        |
| 02                                     | Alcabideche                             |
| 03                                     | Pisão                                   |
| 04                                     | Adroana                                 |
| 05                                     | Alcoitão                                |
| 06                                     | Linhó                                   |
| Péage de Ranholas                      |                                         |
| 07                                     | Ranholas Lisbonne                       |
| 08                                     | Sintra                                  |
| 09                                     | Lourel                                  |
| 10                                     | Sacotes                                 |
| Péage de Algueirão                     |                                         |
| 11                                     | Telhal                                  |
| 12                                     | Mira Sintra                             |
| 13                                     | Cacém                                   |
| 14                                     | Idanha                                  |
| Péage de Queluz                        |                                         |
| 15                                     | Lisbonne-Loures (CREL) Oeiras (CREL)    |
| Début du tronc commun avec l'A9 (CREL) |                                         |
| 16                                     | Belas Loures (CREL) Oeiras (CREL)       |
| Fin du tronc commun avec l'A9 (CREL)   |                                         |
| Péage de Belas                         |                                         |
| 17                                     | A-da-Beja                               |
| 18                                     | Santo Elói                              |
| 19                                     | Pontinha Odivelas (CRIL) Amadora (CRIL) |
|                                        | Lisbonne                                |